# Пихо, Хан-Хендрик
Хан-Хендрик Пихо (эст. Han-Hendrik Piho; 24 апреля 1993 года, Выру, СССР) — эстонский двоеборец, участник зимних Олимпийских игр 2014 года, участник 4 чемпионатов мира (2011—2017), бронзовый призёр юниорского чемпионата мира.

## Спортивная биография
На молодёжном уровне Пихо четырежды принимал участие в юниорских чемпионатах мира, и в 2013 году Хан-Хендрик добился своего самого значимого результата. Пихо смог завоевать бронзу в прыжках с нормального трамплина и гонке на 10 км, уступив только двум немецким спортсменам. В 2011 году Пихо дебютировал на взрослом чемпионате мира в норвжеском Осло. В прыжках с большого трамплина и гонке на 10 км Пихо удалось занять только 50-е место. В командных соревнованиях эстонцам не удалось пробиться в десятку сильнейших и они заняли итоговое 12-е место. В 2013 году Хан-Хендрик на чемпионате мира выступил уже во всех четырёх дисциплинах. В индивидуальных гонках лучшим результатом для эстонца стало 33-е место в прыжках с нормального трамплина и гонке на 10 км, а в командных 10-е место в командном спринте. В 2012 году Пихо дебютировал в Кубке мира, выступив на этапе в финском Лахти. Свои первые очки на этапах мирового кубка Пихо набрал в конце 2012 года, заняв 28-е место на этапе в австрийском Рамзау. Свой лучший результат Пихо показал в январе 2014 года на этапе в российском городе Чайковский, когда он последовательно стал 26-м и 11-м, но этот этап по разным причинам пропустили многие ведущие спортсмены. 
В 2014 году Хан-Хендрик Пихо дебютировал на зимних Олимпийских играх в Сочи. В прыжках с нормального трамплина Пихо показал 43-й результат. В лыжной гонке эстонец показал 40-е время, но этого хватило лишь для того, чтобы остаться по итогам соревнований на 43-й позиции. В прыжках с большого трамплина и гонке на 10 км Хан-Хендрик смог неплохо выполнить зачётную попытку в прыжках, что позволило ему занять предварительное 37-е место, а неплохой ход, показанный во время лыжной гонки, позволил Пихо подняться на одну строчку и занять итоговое 36-е место.
Завершил карьеру в 2018 году.

## Личная жизнь
- У Пихо есть два старших брата — Каарел и Кайл, которые также являются двоеборцами.